# Liste der Einträge im National Register of Historic Places im Osage County (Oklahoma)

Lage des Osage County in Oklahoma

Die Liste der Einträge im National Register of Historic Places im Osage County in Oklahoma führt alle Bauwerke und historischen Stätten im Osage County auf, die in das National Register of Historic Places aufgenommen wurden.

## Legende
| NRHP | Historic Place    |
| HD   | Historic District |

## Aktuelle Einträge
| [ 2 ] | Name                                          | Bild                                          | Eintragsdatum        | Lage | Ort       | Beschreibung |
| ----- | --------------------------------------------- | --------------------------------------------- | -------------------- | --- | --------- | ------------ |
| 1     | Bank of Bigheart                              | Bank of Bigheart                              | 1984 ID-Nr. 84000311 | 308 West Main Street 36° 33′ 43″ N, 96° 9′ 41″ W                                                                   | Barnsdall |              |
| 2     | Bank of Burbank                               |                                               | 1984 ID-Nr. 84000314 | McCorkle Street Ecke 1st Street 36° 41′ 53″ N, 96° 43′ 35″ W                                                       | Burbank   |              |
| 3     | Bank of Hominy                                | Bank of Hominy                                | 1984 ID-Nr. 84000316 | 102 West Main Street 36° 24′ 55″ N, 96° 23′ 38″ W                                                                  | Hominy    |              |
| 4     | Barnsdall Main Street Well Site               | Barnsdall Main Street Well Site               | 1997 ID-Nr. 97001153 | Westlich der Kreuzung von OK 11 und Main Street 36° 33′ 42″ N, 96° 9′ 57″ W                                        | Barnsdall |              |
| 5     | Blacksmith's House                            | Blacksmith's House                            | 1979 ID-Nr. 79002014 | 210 West Main Street 36° 39′ 48″ N, 96° 20′ 32″ W                                                                  | Pawhuska  |              |
| 6     | Chapman-Barnard Ranch Headquarters            | Chapman-Barnard Ranch Headquarters            | 2001 ID-Nr. 01000208 | 1511 County Route 4201 36° 50′ 47″ N, 96° 25′ 22″ W                                                                | Pawhuska  |              |
| 7     | Chief Ne-Kah-Wah-She-Tun-Kah Grave and Statue | Chief Ne-Kah-Wah-She-Tun-Kah Grave and Statue | 1979 ID-Nr. 79002012 | Abseits der OK 18 36° 33′ 52″ N, 96° 42′ 37″ W                                                                     | Fairfax   |              |
| 8     | City Hall                                     | City Hall                                     | 1976 ID-Nr. 76001574 | Main Street Ecke Grandview Avenue 36° 39′ 47″ N, 96° 20′ 27″ W                                                     | Pawhuska  |              |
| 9     | Fred and Adeline Drummond House               | Fred and Adeline Drummond House               | 1981 ID-Nr. 81000466 | 305 North Price Avenue 36° 25′ 4″ N, 96° 23′ 39″ W                                                                 | Hominy    |              |
| 10    | First National Bank and Masonic Lodge         |                                               | 1984 ID-Nr. 84003393 | 301 North Main Street 36° 34′ 15″ N, 96° 42′ 16″ W                                                                 | Fairfax   |              |
| 11    | Hominy Armory                                 | Hominy Armory                                 | 1994 ID-Nr. 94000482 | 201 North Regan Street 36° 25′ 1″ N, 96° 23′ 43″ W                                                                 | Hominy    |              |
| 12    | Hominy Osage Round House                      | Hominy Osage Round House                      | 1979 ID-Nr. 79002013 | Round House Sqare 36° 24′ 41″ N, 96° 23′ 7″ W                                                                      | Hominy    |              |
| 13    | Hominy School                                 | Hominy School                                 | 1988 ID-Nr. 88001183 | Block 200 South Pettit Street 36° 24′ 50″ N, 96° 23′ 26″ W                                                         | Hominy    |              |
| 14    | Immaculate Conception Church                  | Immaculate Conception Church                  | 1979 ID-Nr. 79002015 | 1314 Lynn Avenue 36° 10′ 9″ N, 96° 0′ 6″ W                                                                         | Pawhuska  |              |
| 15    | Lincoln Colored School                        | Lincoln Colored School                        | 2003 ID-Nr. 03001238 | 171 Northeast Walnut Street 36° 34′ 33″ N, 96° 42′ 7″ W                                                            | Fairfax   |              |
| 16    | Marland Filling Station                       | Marland Filling Station                       | 2002 ID-Nr. 02000970 | 102 South Wood Street 36° 24′ 55″ N, 96° 23′ 31″ W                                                                 | Hominy    |              |
| 17    | Osage Agency                                  |                                               | 1974 ID-Nr. 74001666 | Agency Hill 36° 39′ 56,9″ N, 96° 20′ 26,2″ W                                                                       | Pawhuska  |              |
| 18    | Osage Bank of Fairfax                         |                                               | 1984 ID-Nr. 84000315 | 250 North Main Street 36° 34′ 13″ N, 96° 42′ 13″ W                                                                 | Fairfax   |              |
| 19    | Osage County Courthouse                       | Osage County Courthouse                       | 1984 ID-Nr. 84003395 | 6th Street Ecke Grandview Street 36° 39′ 52″ N, 96° 20′ 28″ W                                                      | Pawhuska  |              |
| 20    | Pawhuska Armory                               | Pawhuska Armory                               | 1994 ID-Nr. 94000485 | 823 East 8th Street 36° 39′ 56″ N, 96° 19′ 40″ W                                                                   | Pawhuska  |              |
| 21    | Pawhuska Downtown Historic District           | Pawhuska Downtown Historic District           | 1986 ID-Nr. 86002355 | Abgegrenzt durch Grand View Avenue, East 8th Street, Leahy Avenue und East 5th Street 36° 39′ 51″ N, 96° 20′ 25″ W | Pawhuska  |              |
| 22    | Wolverine Oil Company Drayage Barn            |                                               | 1998 ID-Nr. 97001152 | OK 11 36° 32′ 36″ N, 96° 4′ 18″ W                                                                                  | Avant     |              |
| 23    | Woolaroc Ranch Historic District              | Woolaroc Ranch Historic District              | 2008 ID-Nr. 08001151 | Rund 13 km östlich der Kreuzung von OK 11 und OK 123 36° 33′ 13,6″ N, 96° 8′ 19,9″ W                               | Barnsdall |              |